# Габриел Липман
Габриел Липман (на френски: Gabriel Lippmann) е френски физик, носител на Нобелова награда за физика през 1908 година.

## Биография
Роден е на 16 август 1845 година в Бонневоие, Люксембург, в семейство с френско-еврейски корени. Завършва Екол Нормал в Париж. През 1878 г. е сътрудник на факултета по природни науки към Парижкия университет, през 1883 г. става професор по математическа физика, а през 1886 професор по експериментална физика. По същото време става и директор на изследователската лаборатория към Сорбоната. На тази си длъжност остава до края на живота си.
Както повечето физици, надарен с оригинален ум и независим характер, той експериментира в различни области на физиката, но е известен преди всичко с теорията за процеса на цветно фотографско възпроизвеждане. Въпреки трудностите, през 1893 година успява да представи много добри цветни снимки, направени от братя Люмиер.
Умира на 13 юли 1921 година пътувайки от Канада за Франция в Атлантическия океан.